# Niedźwiedź (potok)
Niedźwiedź (Niedźwiedza) – potok, prawobrzeżny dopływ Uszwicy o długości 16,76 km i powierzchni zlewni 40,51 km². 
Niedźwiedź jest głównym ciekiem gminy Dębno (w całości płynie przez jej teren). Wypływa w miejscowości Niedźwiedza na Pogórzu Wiśnickim, od której prawdopodobnie bierze swoją nazwę. Ze względu na ukształtowanie terenu gminy przepływa w kierunku S-N (jak wszystkie cieki gminy), przez miejscowości centralne. Uchodzi do Uszwicy.
- ryby: pstrąg potokowy, kleń, okoń, śliz, uklejka
- ptaki: kaczka krzyżówka, bocian biały
- ssaki: bóbr europejski (zaobserwowany niedawno).